# Авацератопс
Авацера́топс (лат. Avaceratops) — род мелких динозавров, которые жили в промежутке между 84 и 75 миллионами лет назад, во время позднего мелового периода на территории штата Монтана (США).

## Открытия
Первые окаменелости авацератопса были найдены в реке Джудит Формацион в Монтане, в 1981 году. Этот представитель авацератопса похоронен в наносном острове после того, как его тело было унесено вниз по течению быстрым потоком.
Оригинальная находка была сделана Эдди Коулом, а окаменелости были формально названы в 1986 году Питером Додсоном. Авацератопс был назван в честь Авы, жены Эдди. Эпитет разновидностей чтит семью Ламмерс, которой принадлежала земля, где была найдена окаменелость голотипа.

## Классификация

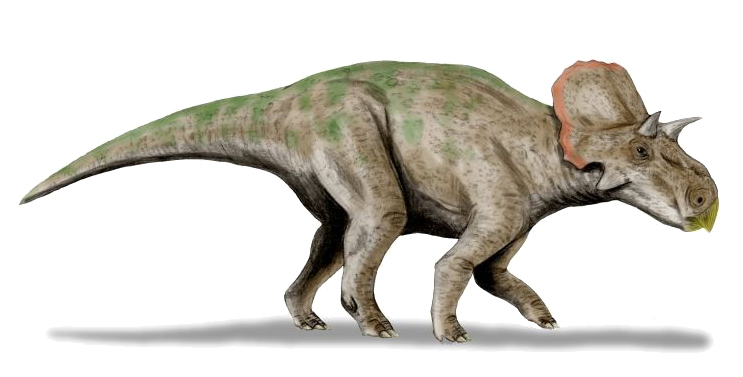

Авацератопс относится к семейству цератопсидов – травоядных динозавров с клювами, подобными клювам попугаев, которые процветали во время мелового периода на территории Северной Америки и Азии.
Этот цератопсид имел короткий, но очень толстый «воротник». Предполагается, что, как и другие центрозаврины, он имел два рога: более крупный на носу и поменьше над глазами. Возможно, это была молодая особь другого рода, например, моноклона. Его длина 2,5 метра, но учёные считают, что настоящая длина его была 4,2 метра.

## Описание
Авацератопс принадлежал к семье цератопсидов в пределах цератопсов (оба названия получены из древнегреческого языка, они переводятся как «рогатые лица»), группа растительноядных динозавров с подобными попугаю клювами, которые процветали во время мелового периода там, где в настоящее время Северная Америка и Азия.
Этот цератопсид имеет короткий, но очень толстый воротник. Предполагается, что, как и другие центрозаврины, он имел два рога: более крупный на носу и поменьше над глазами. Возможно это была молодая особь другого рода, например моноклона. Его длина 2,5 метра, но учёные считают что настоящая длина его была 4,2 метра. Весил 1,5 т.
Авацератопс, как и все цератопсы, был растительноядным. В меловой период цветение растений «географически ограничивалось на ландшафте». Таким образом, вероятно, что этот динозавр питался преобладающими растениями эпохи: папоротниками, саговниками и хвойными. Он использовал свой острый клюв, чтобы откусывать листья или иглы.